# Una història diferent
Una història diferent (títol original: A Life less ordinary) és una pel·lícula estatunidenca-britànica dirigida per Danny Boyle, estrenada l'any 1997. Ha estat doblada al català.

## Argument
Celine, la filla de l'amo, és segrestada per un tècnic de neteja (Robert) que acaba de ser acomiadat, i a qui la seva amiga ha abandonat i que escriu una novel·la en la qual no creu ningú.

## Repartiment
- Ewan McGregor: Robert Lewis
- Cameron Diaz: Celine Naville
- Holly Hunter: O'Reilly
- Delroy Lindo: Jackson
- Ian Holm: M. Naville
- Dan Hedaya: Gabriel
- Stanley Tucci: Elliot Zweikel
- Ian McNeice: Mayhew
- Maury Chaykin: Tod Johnson
- Tony Shalhoub: Al
- K.K. Dodds: Lily

## Al voltant de la pel·lícula
- Michel Gondry va fer un clip de la cançó del film Deadweight de Beck Hansen.

- Premiat als Premi Empire de 1998 al millor actor britànic (Best British Actor), Ewan McGregor
- Nominat als premis MTV Movie de 1998 :
  - per la millor seqüència de dansa (Best Dance Sequence) amb Cameron Diaz i Ewan McGregor
  - per la millor cançó (Best Movie Song) per Beck a Deadweight.
- Crítica
  - "Amb un to enginyós i divertit d'allò més estimulant"[3]
  - "Fallida comèdia celestial"[4]